# 砂坝镇
砂坝镇，是中华人民共和国湖南省湘西土家族苗族自治州永顺县下辖的一个乡镇级行政单位。

## 行政区划
砂坝镇下辖以下地区：
砂坝社区、西洋坪社区、官坝社区、合亲村、桃子溪村、细砂坝村、万灵村、彭溪峪村、高楼村、爱民村、盐卡村和中立村。